# Larceveau-Arros-Cibits
Larceveau-Arros-Cibits è un comune francese di 407 abitanti situato nel dipartimento dei Pirenei Atlantici nella regione della Nuova Aquitania.

## Società

### Evoluzione demografica
Abitanti censiti